# Tia Texada
Tia Texada, właśc. Tia Nicole Tucker (ur. 14 grudnia 1971) – amerykańska aktorka filmowa, telewizyjna i głosowa. Występowała w roli sierżant Martizy Cruz w serialu Brygada ratunkowa i agentki Marianny Ribery w serialu Jednostka.

## Filmografia

### Filmy
- 1996: Od zmierzchu do świtu – tancerka w barze
- 1998: Cień wątpliwości – Conchita Perez
- 1998: Paulie – gadający ptak –
  - Ruby,
  - Lupe (głos)
- 1999: Trzynaste piętro – współlokatorka Natashy
- 2000: Siostra Betty – Rosa Hernandez
- 2001: Glitter – Roxanne
- 2002: Telefon – Asia
- 2004: Spartan – Jackie Black
- 2010: Ognisty podmuch – Isabel Vasques
- 2012: Niesamowity Spider-Man – Sheila

### Seriale
- 1996: Plaże Malibu – Kacey Martinez
- 1996: Ostry dyżur – Gloria Lopez
- 1997: Nowojorscy gliniarze – Wanda Diaz
- 1998: Zapytaj Harriet – Maria Garcia
- 1998: Droga do sławy
- 1999–2000: Dzika rodzinka – Santusa (głos)
- 2001: Słowami Ginger – współlokatorka Missy
- 2002–2005: Brygada ratunkowa – sierżant Martiza Cruz
- 2006–2007: Jednostka – Marianna Ribera
- 2006, 2009: Złota Rączka – pani Alvarez (głos)
- 2007: CSI: Kryminalne zagadki Miami – Jane Duncroft
- 2008: Zabójcze umysły – detektyw Tina Lopez
- 2010: Ocalić Grace
- 2010: Huge – Shay
- 2010: Chuck – Hortensia Goya
- 2011: Ben 10: Ultimate Alien – Elena Validus (głos)
- 2014: Turbo Fast – Simone (głos)
- 2017: Stitchers – dr. Sophia Torres